# Louka u Ostrohu
Louka u Ostrohu – przystanek kolejowy w miejscowości Louka, w kraju południowomorawskim, w Czechach. Znajduje się na wysokości 265 m n.p.m..
Na przystanku nie ma możliwości zakupu biletu, a obsługa podróżnych odbywa się w pociągu.

## Linie kolejowe
- 343 Hodonín - Veselí nad Moravou - Vrbovce